# Brăduț
Brăduț es una comuna ubicada en el distrito de Covasna, Rumania.

## Superficie
Posee una superficie de 169,7 kilómetros cuadrados.

## Demografía
Hasta 2021 la población era de 4923 habitantes, con una densidad de población de 29,0 habitantes por kilómetro cuadrado.